# Orcula pseudodolium
Orcula pseudodolium е вид коремоного от семейство Orculidae. Видът е почти застрашен от изчезване.

## Разпространение
Разпространен е в Австрия.